# Кедр Гуро
Кедр Гуро́ (фр. Cedro Gouraud) — 800-летний кедр у марокканского города Азру (Средний Атлас) и произрастающий в его округе кедровый лес, названные в честь генерала Анри Гуро.
Массивный 800-летний кедр был обнаружен французскими войсками во время кампании по подавлению антиколониальных выступлений 1917—1919 годов. Кедровый лес, который растёт вдоль дороги, соединяющей города Азру и Ифран, также назван в честь Гуро. Известен как место обитания берберских макак маготов, вымирающего вида обезьян.